# Besitzstandswahrer
Besitzstandswahrer ist eine polemische Personenbezeichnung. Das Wort wird ausschließlich abwertend und als Versuch der Beleidigung verwendet.
Als Besitzstandswahrer werden Gruppen bezeichnet, denen vorgeworfen wird, sich gegen Kürzungen von staatlichen Leistungen zu wehren. Zunehmend aber werden mit diesem Begriff eher vermögende Gesellschaftsschichten charakterisiert, die Befürchtungen kolportieren, mit sozialer Gestaltung von Verteilungspolitik Teile ihrer Pfründen zu verlieren.

## Österreich
Wegen der häufigen Verwendung in der österreichischen Politik im Jahr 2003 in Zusammenhang mit der Reform-Politik der Regierung Schüssel wurde „Besitzstandswahrer“ von der Karl-Franzens-Universität in Graz zum Unwort des Jahres 2003 gewählt.
Das Wort leitet sich vom „Wahren des Besitzstandes“ ab und wurde ursprünglich neutral für die Beschreibung adeliger Besitzverhältnisse verwendet. Mit dem Ausdruck des Besitzstandwahrens sei in diesem Kontext ein gesellschaftlich durchaus anerkanntes Verhalten beschrieben worden, so die Jury der Karl-Franzens-Universität. Zum Unwort des Jahres wurde „Besitzstandswahrer“ deshalb, weil durch das Wort die „Täter-Opfer-Rolle umgedreht“ worden sei: „Der Begriff wird von den Besitz-Habenden derzeit dazu verwendet, um jene als 'Reformverhinderer' und ‚Privilegienritter‘ zu verunglimpfen, die tatsächlich keinen Besitz haben und sich bloß dagegen wehren, dass ihre Pension oder ihr Lohn verringert oder ihre Arbeitsbedingungen verschlechtert werden“, befand die Jury. Deshalb sei „Besitzstandswahrer“ ein klassisches Unwort.
Die regelmäßige Verwendung des Wortes durch die ÖVP zur Bezeichnung der regierungskritischen Gewerkschaften begann, als der damalige Bundespräsident Thomas Klestil vor einer Versammlung des ÖGB im Oktober 2003 sagte, dass der ÖGB kein Hemmschuh einer modernen Wirtschafts- und Sozialpolitik, sondern ein „soziales Gewissen“ sei. Für die ÖVP stellte sich Klestil damit in Sachen Regierungskritik auf die Seite des ÖGB, der der Regierung stets Sozialabbau und eine sozial kalte Politik vorwarf. Daraufhin sagte ÖVP-Klubobmann Wilhelm Molterer, Klestil würde die „Besitzstandswahrer“ – er meinte damit die Gewerkschaften – unterstützen. Damit war ein Wort geschaffen, das in den folgenden Monaten oft von der ÖVP in Presseaussendungen und politischen Statements zur Bezeichnung der Gewerkschaften benutzt wurde. Bundeskanzler Wolfgang Schüssel sagte schließlich in einem Interview mit der Kleinen Zeitung: „Schwierig ist es dann, wenn es um Besitzstände geht. Und da tut es weh, wenn sich jemand wie der Bundespräsident gnadenlos auf die Seite der Besitzstandswahrer stellt.“
Auch die SPÖ und andere Parteien griffen das Wort in der Folge auf, um ihre politischen Konkurrenten zu beleidigen. Nach der Wahl zum Unwort des Jahres haftete der Verwendung des Wortes bald ein schlechter Ruf an: Politiker vermeiden es, mit „Unwörtern“ um sich zu werfen. In der täglichen politischen Kommunikation wird es daher kaum noch verwendet, in der Alltagssprache hat es aber nach wie vor seinen Platz.